# Cryptocanthon cristobalensis
Cryptocanthon cristobalensis là một loài bọ cánh cứng trong họ Bọ hung (Scarabaeidae).